# Protoaeginella spinipoda
Protoaeginella spinipoda is een vlokreeftensoort uit de familie van de Caprellidae. De wetenschappelijke naam van de soort is voor het eerst geldig gepubliceerd in 1996 door Laubitz & Sorbe.